# 李明雋
李明雋，山东人，清朝政治人物。举人出身。
乾隆四十九年八月，擔任清朝廣東省潮州府豐順縣知縣。后由伍禮彬接任。